# 帕夫洛·哈伊-尼日尼克
帕夫洛·帕夫洛維奇·哈伊-尼日尼克（烏克蘭語：Павло Павлович Гай-Нижник；1971年5月28日—），乌克兰历史学家及詩人。為历史科学博士、乌克兰科学院院士、基輔政治科学院院士。作爲诗人的哈伊-尼日尼克更在2013年荣获國際文學獎。他是烏克蘭現代國家保守主義的主要思想家和理論家之一。